# 四国電設工業
四国電設工業株式会社（しこくでんせつこうぎょう）は、香川県高松市扇町に本社を置く、四国旅客鉄道の総合電機設備企業である。

## 概要
国鉄時代から培ってきた鉄道電気技術を生かし、広く社会に貢献するため四国旅客鉄道株式会社のグループ会社として設立。電気設備の設計施工をはじめ、電気関係工事の調査・設計に関するコンサルティングや建物の機械設備などの運転、保守及び管理などを行う。

## 営業所
本社のほかに4つの営業所を構える。
- 高松営業所 - 香川県高松市錦町二丁目4番61号
- 松山営業所 - 愛媛県松山市会津町1番1号
- 徳島営業所 - 徳島県徳島市国府町府中197番4号
- 高知営業所 - 高知県高知市北本町二丁目6-10